# Almedinilla
Almedinilla è un comune spagnolo di 2 549 abitanti, situato nella comunità autonoma dell'Andalusia.